# 楔尾刀翅蜂鸟属
楔尾刀翅蜂鸟属（学名：Pampa）是雨燕目蜂鸟科的一个属，包含以下3个物种：
- 弯翅刀翅蜂鸟 Pampa curvipennis
- 楔尾刀翅蜂鸟 Pampa pampa
- 棕刀翅蜂鸟 Pampa rufa